# クウェート・タワー

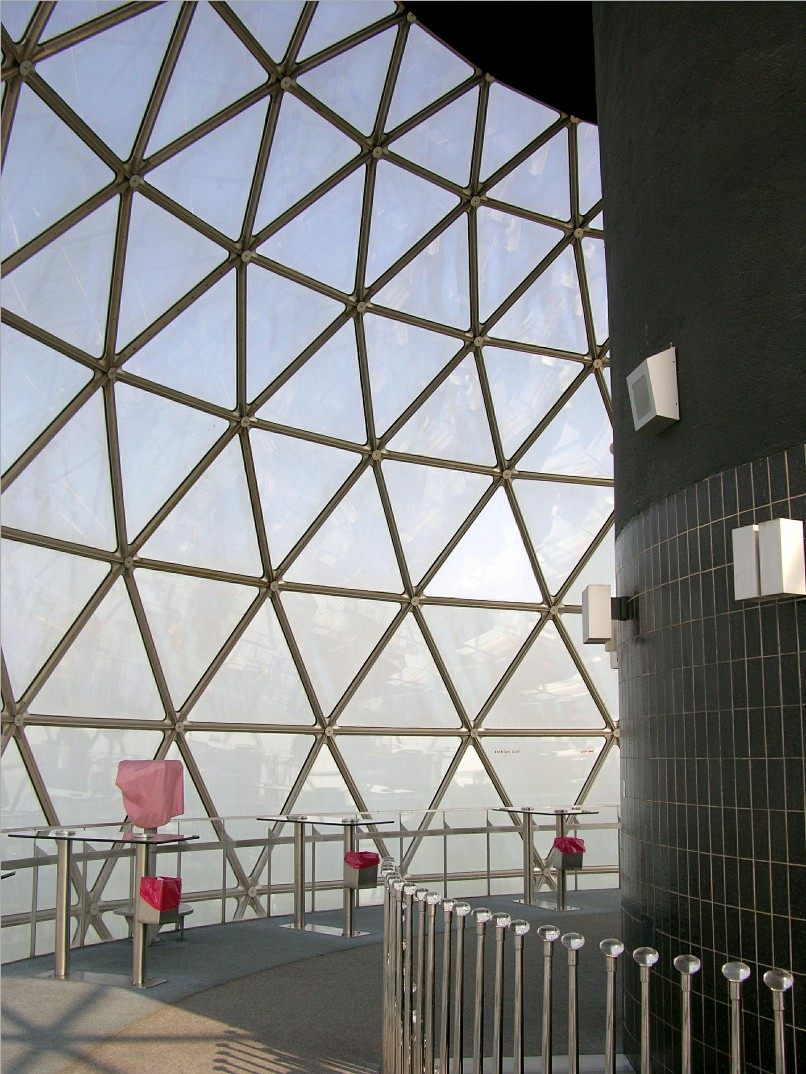
クウェート・タワーの展望デッキ

クウェート・タワー（Kuwait Towers）は、クウェート国の首都・クウェート市にある鉄筋コンクリート製の3基の塔である。第1の塔は高さ187メートルで、レストランと給水塔になっている。海抜123メートルの高さには、30分で1回転する球形展望台（Viewing Sphere）もある。第2の塔は高さ145.8メートルで、給水塔である。第3の塔は電力供給を制御する機器が収められ、他の2基への照明にもなっている。1990年から1991年にクウェートがイラクに占領されていた間、イラクによって大きな損傷を受けた。

## 歴史
3基の塔の建築構想は、1962年から始まった。1975年から建設が開始され、1979年3月に完成した。この3基の塔には、多目的用途が与えられている。まず針状の塔はクウェート郊外へ電力を供給している。次に、残る2つの塔には最大4,500m3の貯水能力がある。